# Sherlock Holmes kalandjai
A Sherlock Holmes kalandjai Arthur Conan Doyle által írt tizenkét történet gyűjteménye, amelyeket Sidney Paget illusztrált.
Ez a Sherlock Holmes novellák közül az első kötet, amit a Strand Magazine 1891 júliusától 1892 júniusáig adott ki. A könyvet a George Newnes Ltd által 1892. október 14-én adták ki Angliában. A novella kezdeti példányszáma 14 500 darab volt.
A könyvet okkultizmusért 1929-ben a Szovjetunióban betiltották. Ezt később feloldották.

## Tartalma
A 12 novella megjelenési sorrendben:
- Botrány Csehországban (1891) (fordította: Takácsy Gizella)[3]
- A Rőt Liga (1891) (fordította: Nikowitz Oszkár)[3]
- Az eltűnt vőlegény (1891) (fordította: Nikowitz Oszkár)[3]
- A Boscombe-völgyi rejtély (1891) (fordította: Nikowitz Oszkár)[3]
- Az öt narancsmag (1891) (fordította: Nikowitz Oszkár)[3]
- A ferde szájú (1891) (fordította: Nikowitz Oszkár)[3]
- A kék karbunkulus (1892) (fordította: Takácsy Gizella)[3]
- A pettyes pánt (1892) (fordította: Takácsy Gizella)[3]
- A mérnök hüvelykujja (1892) (fordította: Boronkay Zsuzsa)[3]
- Az eltűnt menyasszony (1892) (fordította: Nikowitz Oszkár)[3]
- A berillköves diadém (1892) (fordította: Boronkay Zsuzsa)[3]
- A Vérbükkös tanya (1892) (fordította: Boronkay Zsuzsa)[3]